# Suzuki MR Wagon
Suzuki MR Wagon— це компактні автомобілі, що виробляються компанією Suzuki з 2001 року для японського ринку.

## Перше покоління (2001-2006)

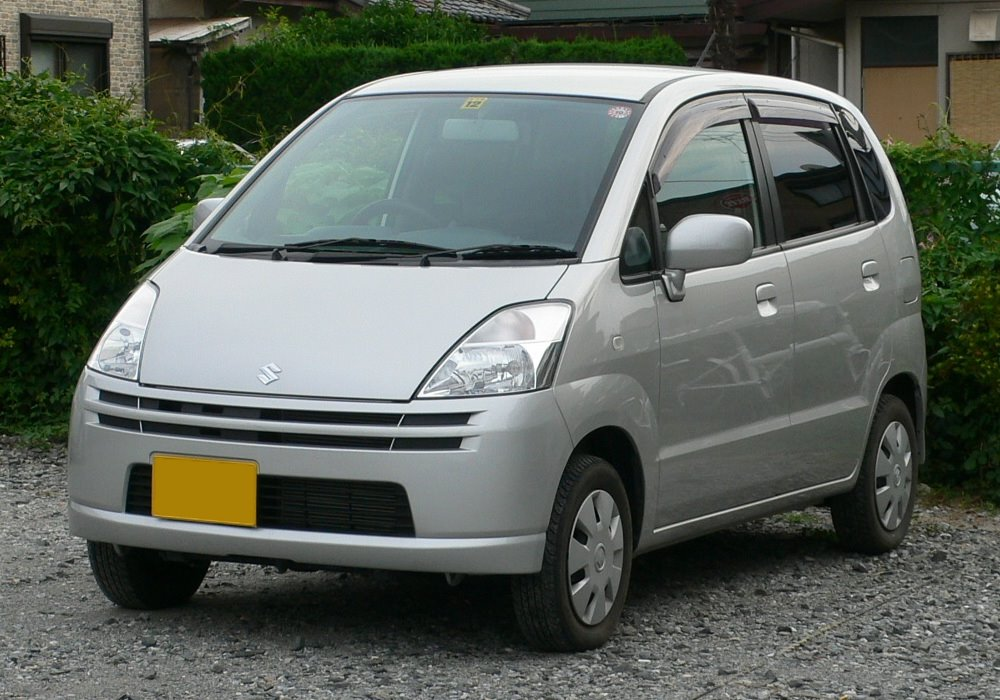
Suzuki MR Wagon 1 (2004-2006)

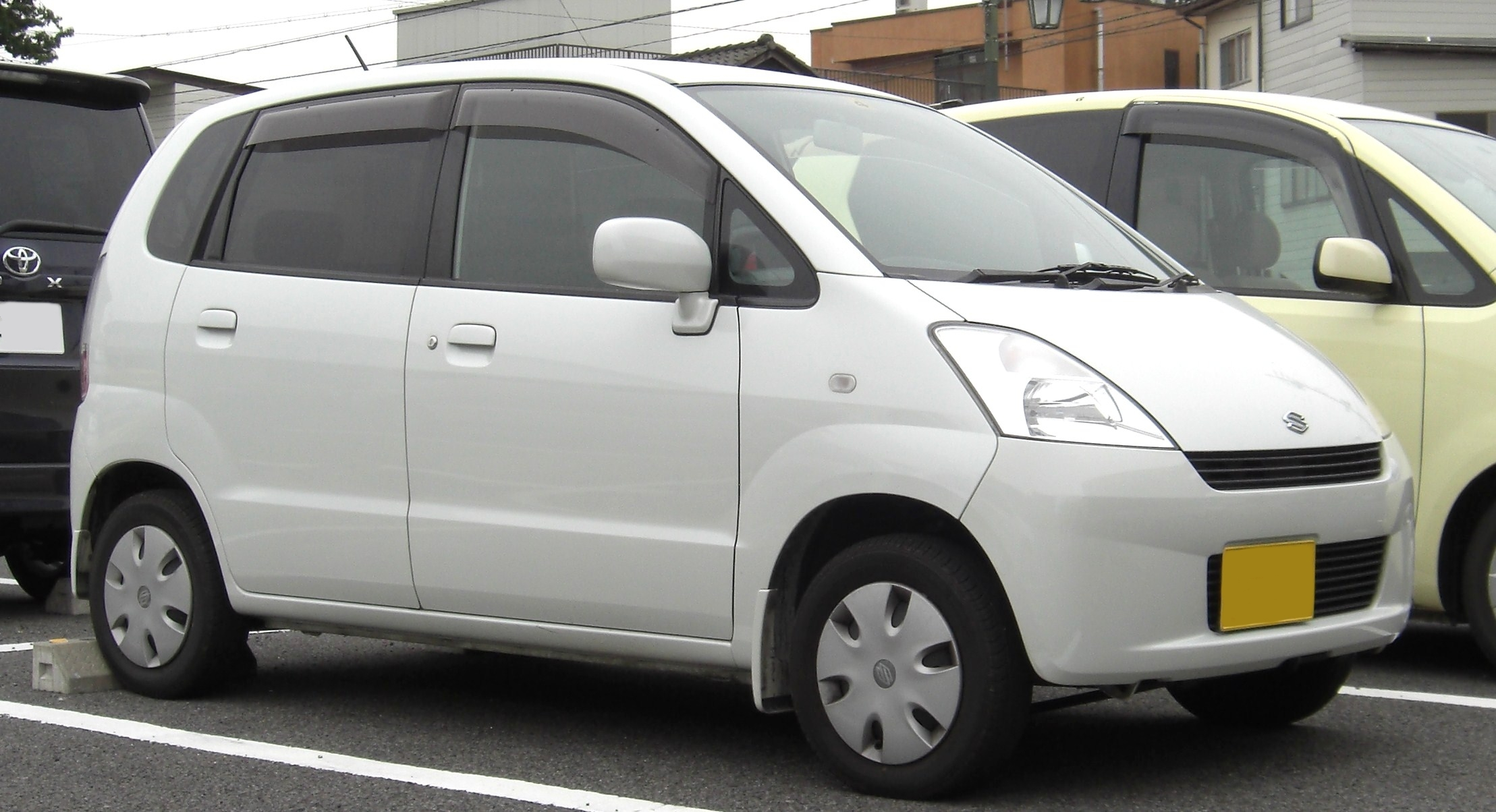
Suzuki MR Wagon 1 (2001-2004)

Перше покоління чотиримісного мікровена Suzuki MR Wagon надійшло в продаж у грудні 2001 року. Крихітний однооб'ємник без характерних для цієї марки незграбних форм кузова оснащувався трьохциліндровим атмосферним або наддувним мотором 0,66 л (54 і 60 к.с.), чотириступінчастим «автоматом» і повним або переднім приводом. У рамках партнерських ОЕМ-угод з іншими виробниками цей праворульний кей-кар в трохи перелицьовані вигляді також випускався під іменами Nissan Moco, Maruti Estilo і Zen Estilo, а також Suzuki Karimun Estilo.

## Друге покоління (2006-2011)

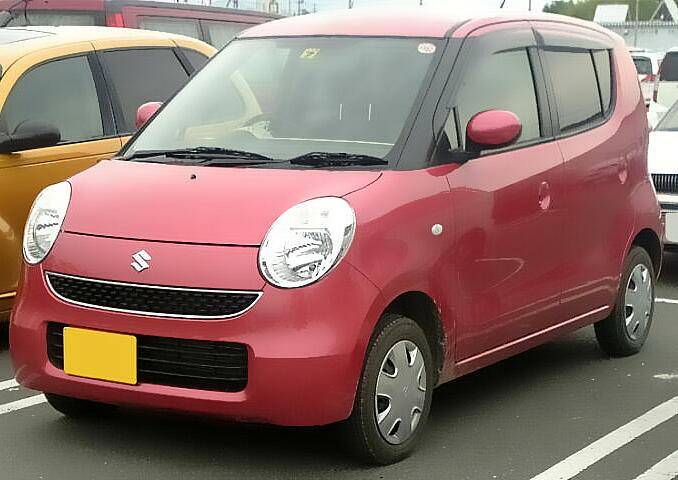
Suzuki MR Wagon 2

Зовнішність другого покоління моделі, що з'явилось в 2006 році, на відміну від виконаної в концепції One motion form («Дизайн одним розчерком») попередниці, була виконана в стилі двухоб'емніка 2BOX. Концепт цієї машини, вперше показаний в Токіо в 2005 році, позиціонувався як автомобіль для матусь, з різними зручними можливостями начебто виконаних у вигляді єдиного дивана сидінь і безлічі ніш для перевезення продуктів. Оснащується аналогічними двигунами й трансмісіями автомобіль став на 15% економічнішим. З лютого 2007 року він також продавався в Японії як Nissan Moco.

## Третє покоління (з 2011)

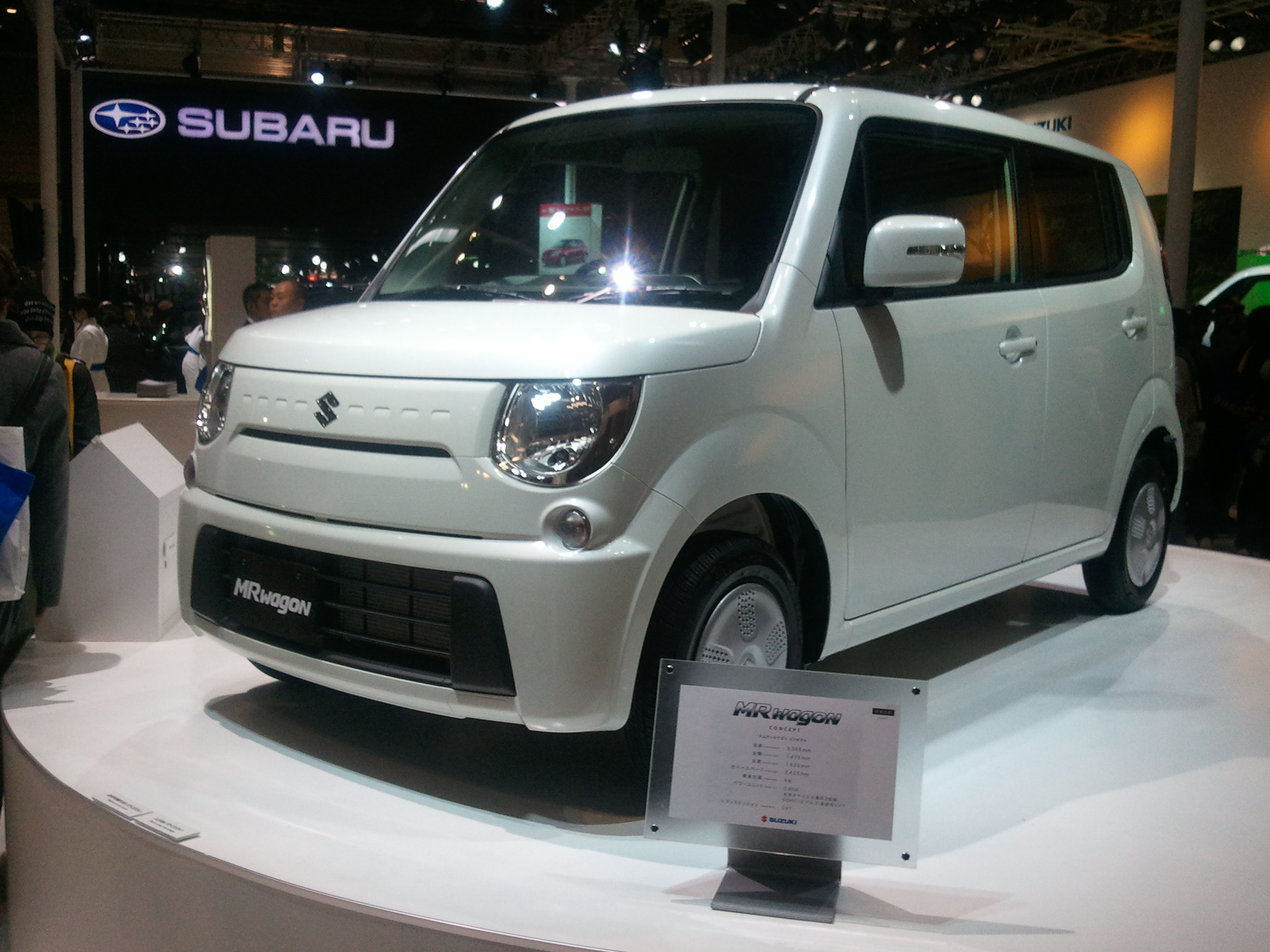
Suzuki MR Wagon 3

В січні 2011 року у себе на батьківщині в Японії компанія Suzuki Motor представила чергову генерацію свого бюджетного мікровена MR-Wagon. Місцеві дилери марки почали продавати машину 20 січня 2011 року.
Третє покоління Suzuki MR Wagon побудоване на новій платформі, з огляду на приналежність до класу кей-карів зберегло довжину і ширину - 3395 і 1475 мм відповідно. Притому у автомобіля подовжився на 65 мм (до 2425 мм) колісна база, а його висота збільшилася лише на 5 мм (до 1625 мм). Виробник запевняє, що така надбавка забезпечить більше простору і комфорту пасажирам.
Як і попереднє покоління новий Suzuki MR Wagon пропонується з повним або переднім приводом. Також у нього є ESP з функцією допомоги при старті в гору Hill Hold Control.
Серед обновок кей-кара - мультимедійна система з сенсорним екраном, на який, зокрема, виводиться зображення з камери заднього виду. До неї також можна підключити iPod або інші пристрої через USB-порт.
Автомобіль обладнаний нещодавно розробленим трьохциліндровим мотором R06A робочим об'ємом 660 "кубиків", що агрегатується тільки з безступінчатим варіатором. В атмосферному варіанті він видає ті самі 54 сили, що й двигун попередника (K6A), що працював в парі з чотириступінчастим «автоматом», а в наддувнимому виконанні розвиває 64 «коні». У цілому новий агрегат на 16% економічніше колишнього і споживає в середньому від 3,9 до 4,7 л палива на 100 км.